# Clasificación para el Campeonato Sub-17 de la Concacaf de 2013
En esta edición de eliminatorias para el XV Campeonato  Sub-17 de la Concacaf de 2013 a celebrarse en Panamá en el 2013 donde ya están clasificados el anfitrión Panamá, además de las 3 selecciones Canadá, Estados Unidos y México, esta eliminatoria determinará a Centroamérica tres plazas y el Caribe cinco plazas.

## Eliminatoria ZonaCFU
La Eliminatoria Sub-17 del Caribe (CFU) para el Campeonato Sub-17 de la Concacaf de 2013 contó con una única ronda, con una fase de grupos que se dividió en 5 grupos; en cada uno de los grupos, los partidos se disputaron a un duelo directo de todos contra todos, la fase de grupos comenzó el 5 de julio de 2012 y finalizó el 2 de agosto de 2012.

### Fase de grupos
En esta única ronda los ganadores de cada grupo clasifican al Campeonato Sub-17 de la Concacaf de 2013.

#### Grupo A
| Equipo            | Pts. | PJ | PG | PE | PP | GF | GC | Dif |
| ----------------- | ---- | -- | -- | -- | -- | -- | -- | --- |
| Jamaica           | 6    | 2  | 2  | 0  | 0  | 9  | 0  | 9   |
| Bermudas          | 3    | 2  | 1  | 0  | 1  | 2  | 6  | -4  |
| Antigua y Barbuda | 0    | 2  | 0  | 0  | 2  | 1  | 6  | -5  |

| Fecha               | Lugar             |          |                     | Resultado                                                                                                   |                              |                   |
| ------------------- | ----------------- | -------- | ------------------- | --- | ---------------------------- | ----------------- |
| 11 de julio de 2012 | Kingston, Jamaica | Jamaica  | Bandera de Jamaica  | 5:0 (2:0) (enlace roto disponible en Internet Archive; véase el historial, la primera versión y la última). | Bandera de Bermudas          | Bermudas          |
| 13 de julio de 2012 | Kingston, Jamaica | Bermudas | Bandera de Bermudas | 2:1 (1:0) (enlace roto disponible en Internet Archive; véase el historial, la primera versión y la última). | Bandera de Antigua y Barbuda | Antigua y Barbuda |
| 15 de julio de 2012 | Kingston, Jamaica | Jamaica  | Bandera de Jamaica  | 4:0 (4:0) (enlace roto disponible en Internet Archive; véase el historial, la primera versión y la última). | Bandera de Antigua y Barbuda | Antigua y Barbuda |

#### Grupo B
| Equipo      | Pts. | PJ | PG | PE | PP | GF | GC | Dif |
| ----------- | ---- | -- | -- | -- | -- | -- | -- | --- |
| Cuba        | 9    | 3  | 3  | 0  | 0  | 15 | 0  | 15  |
| Puerto Rico | 4    | 3  | 1  | 1  | 1  | 4  | 3  | 1   |
| Aruba       | 2    | 3  | 0  | 2  | 1  | 4  | 11 | -7  |
| Bahamas     | 1    | 3  | 0  | 1  | 2  | 3  | 12 | -9  |

| Fecha              | Lugar           |             |                        | Resultado                                                                                                   |                        |             |
| ------------------ | --------------- | ----------- | ---------------------- | --- | ---------------------- | ----------- |
| 5 de julio de 2012 | La Habana, Cuba | Aruba       | Bandera de Aruba       | 1:1 (1:0) (enlace roto disponible en Internet Archive; véase el historial, la primera versión y la última). | Bandera de Puerto Rico | Puerto Rico |
| 5 de julio de 2012 | La Habana, Cuba | Cuba        | Bandera de Cuba        | 6:0 (4:0) (enlace roto disponible en Internet Archive; véase el historial, la primera versión y la última). | Bandera de Bahamas     | Bahamas     |
| 7 de julio de 2011 | La Habana, Cuba | Puerto Rico | Bandera de Puerto Rico | 3:0 (1:0) (enlace roto disponible en Internet Archive; véase el historial, la primera versión y la última). | Bandera de Bahamas     | Bahamas     |
| 7 de julio de 2012 | La Habana, Cuba | Cuba        | Bandera de Cuba        | 7:0 (3:0) (enlace roto disponible en Internet Archive; véase el historial, la primera versión y la última). | Bandera de Aruba       | Aruba       |
| 9 de julio de 2011 | La Habana, Cuba | Aruba       | Bandera de Aruba       | 3:3 (1:2) (enlace roto disponible en Internet Archive; véase el historial, la primera versión y la última). | Bandera de Bahamas     | Bahamas     |
| 9 de julio de 2012 | La Habana, Cuba | Cuba        | Bandera de Cuba        | 2:0 (1:0) (enlace roto disponible en Internet Archive; véase el historial, la primera versión y la última). | Bandera de Puerto Rico | Puerto Rico |

#### Grupo C
| Equipo               | Pts. | PJ | PG | PE | PP | GF | GC | Dif |
| -------------------- | ---- | -- | -- | -- | -- | -- | -- | --- |
| Haití                | 9    | 3  | 3  | 0  | 0  | 10 | 2  | 8   |
| Curazao              | 4    | 3  | 1  | 1  | 1  | 7  | 7  | 0   |
| República Dominicana | 4    | 3  | 1  | 1  | 1  | 6  | 7  | -1  |
| Santa Lucía          | 0    | 3  | 0  | 0  | 3  | 3  | 10 | -7  |

| Fecha              | Lugar                  |                      |                                    | Resultado                                                                                                   |                                    |                      |
| ------------------ | ---------------------- | -------------------- | ---------------------------------- | --- | ---------------------------------- | -------------------- |
| 5 de julio de 2012 | Puerto Príncipe, Haití | República Dominicana | Bandera de la República Dominicana | 2:2 (1:2) (enlace roto disponible en Internet Archive; véase el historial, la primera versión y la última). | Bandera de Curazao                 | Curazao              |
| 5 de julio de 2012 | Puerto Príncipe, Haití | Haití                | Bandera de Haití                   | 3:0 (3:0) (enlace roto disponible en Internet Archive; véase el historial, la primera versión y la última). | Bandera de Santa Lucía             | Santa Lucía          |
| 7 de julio de 2012 | Puerto Príncipe, Haití | Santa Lucía          | Bandera de Santa Lucía             | 2:3 (1:2) (enlace roto disponible en Internet Archive; véase el historial, la primera versión y la última). | Bandera de la República Dominicana | República Dominicana |
| 7 de julio de 2012 | Puerto Príncipe, Haití | Haití                | Bandera de Haití                   | 4:1 (2:1) (enlace roto disponible en Internet Archive; véase el historial, la primera versión y la última). | Bandera de Curazao                 | Curazao              |
| 9 de julio de 2012 | Puerto Príncipe, Haití | Curazao              | Bandera de Curazao                 | 4:1 (2:1) (enlace roto disponible en Internet Archive; véase el historial, la primera versión y la última). | Bandera de Santa Lucía             | Santa Lucía          |
| 9 de julio de 2012 | Puerto Príncipe, Haití | Haití                | Bandera de Haití                   | 3:1 (1:0) (enlace roto disponible en Internet Archive; véase el historial, la primera versión y la última). | Bandera de la República Dominicana | República Dominicana |

#### Grupo D
| Equipo                    | Pts. | PJ | PG | PE | PP | GF | GC | Dif |
| ------------------------- | ---- | -- | -- | -- | -- | -- | -- | --- |
| Trinidad y Tobago         | 9    | 3  | 3  | 0  | 0  | 28 | 1  | 27  |
| Surinam                   | 6    | 3  | 2  | 0  | 1  | 22 | 4  | 18  |
| Guyana                    | 3    | 3  | 1  | 0  | 2  | 15 | 6  | 9   |
| Islas Vírgenes Británicas | 0    | 3  | 0  | 0  | 3  | 0  | 54 | -54 |

| Fecha               | Lugar                            |                           |                                      | Resultado |                                      |                           |
| ------------------- | -------------------------------- | ------------------------- | ------------------------------------ | --- | ------------------------------------ | ------------------------- |
| 24 de julio de 2012 | Puerto España, Trinidad y Tobago | Guyana                    | Bandera de Guyana                    | 1:3 (1:1) (enlace roto disponible en Internet Archive; véase el historial, la primera versión y la última).   | Bandera de Surinam                   | Surinam                   |
| 24 de julio de 2012 | Puerto España, Trinidad y Tobago | Trinidad y Tobago         | Bandera de Trinidad y Tobago         | 23:0 (10:0) (enlace roto disponible en Internet Archive; véase el historial, la primera versión y la última). | Bandera de Islas Vírgenes Británicas | Islas Vírgenes Británicas |
| 26 de julio de 2012 | Puerto España, Trinidad y Tobago | Islas Vírgenes Británicas | Bandera de Islas Vírgenes Británicas | 0:13 (0:6) (enlace roto disponible en Internet Archive; véase el historial, la primera versión y la última).  | Bandera de Guyana                    | Guyana                    |
| 26 de julio de 2012 | Puerto España, Trinidad y Tobago | Trinidad y Tobago         | Bandera de Trinidad y Tobago         | 3:1 (2:1) (enlace roto disponible en Internet Archive; véase el historial, la primera versión y la última).   | Bandera de Surinam                   | Surinam                   |
| 28 de julio de 2012 | Puerto España, Trinidad y Tobago | Surinam                   | Bandera de Surinam                   | 18:0 (2:0) (enlace roto disponible en Internet Archive; véase el historial, la primera versión y la última).  | Bandera de Islas Vírgenes Británicas | Islas Vírgenes Británicas |
| 28 de julio de 2012 | Puerto España, Trinidad y Tobago | Trinidad y Tobago         | Bandera de Trinidad y Tobago         | 2:0 (1:0) (enlace roto disponible en Internet Archive; véase el historial, la primera versión y la última).   | Bandera de Guyana                    | Guyana                    |

#### Grupo E
| Equipo                               | Pts. | PJ | PG | PE | PP | GF | GC | Dif |
| ------------------------------------ | ---- | -- | -- | -- | -- | -- | -- | --- |
| Barbados                             | 6    | 2  | 2  | 0  | 0  | 7  | 2  | 5   |
| San Cristóbal y Nieves               | 3    | 2  | 1  | 0  | 1  | 5  | 3  | 2   |
| Islas Vírgenes de los Estados Unidos | 0    | 2  | 0  | 0  | 2  | 1  | 8  | -7  |

| Fecha               | Lugar                              |                        |                                   | Resultado                                                                                                   |                                                 |                                |
| ------------------- | ---------------------------------- | ---------------------- | --------------------------------- | --- | ----------------------------------------------- | ------------------------------ |
| 29 de julio de 2012 | Basseterre, San Cristóbal y Nieves | San Cristóbal y Nieves | Bandera de San Cristobal y Nieves | 4:0 (3:0) (enlace roto disponible en Internet Archive; véase el historial, la primera versión y la última). | Bandera de Islas Vírgenes de los Estados Unidos | Islas Vírgenes Estadounidenses |
| 31 de julio de 2012 | Basseterre, San Cristóbal y Nieves | Barbados               | Bandera de Barbados               | 4:1 (1:1) (enlace roto disponible en Internet Archive; véase el historial, la primera versión y la última). | Bandera de Islas Vírgenes de los Estados Unidos | Islas Vírgenes Estadounidenses |
| 2 de agosto de 2012 | Basseterre, San Cristóbal y Nieves | San Cristóbal y Nieves | Bandera de San Cristobal y Nieves | 1:3 (0:1) (enlace roto disponible en Internet Archive; véase el historial, la primera versión y la última). | Bandera de Barbados                             | Barbados                       |

## Eliminatoria ZonaUNCAF
La Eliminatoria Sub-17 de Centroamérica (UNCAF) para el Campeonato Sub-17 de la Concacaf de 2013 se llevó a cabo del 7 de diciembre del 2012 hasta 15 de diciembre del 2012 en San Miguel Petapa,  Guatemala en Guatemala en el Estadio Julio A. Cobar.

### Pentagonal
Esta única ronda, constara de una pentagonal de todos contra todos a un duelo directo, donde los primeros 3 lugares conseguirán la clasificación al Campeonato Sub-17 de la Concacaf de 2013.
| Equipo      | Pts. | PJ | PG | PE | PP | GF | GC | Dif |
| ----------- | ---- | -- | -- | -- | -- | -- | -- | --- |
| Honduras    | 10   | 4  | 3  | 1  | 0  | 13 | 3  | +10 |
| Costa Rica  | 7    | 4  | 2  | 1  | 1  | 4  | 4  | 0   |
| Guatemala   | 5    | 4  | 1  | 2  | 1  | 4  | 5  | -1  |
| El Salvador | 3    | 4  | 1  | 0  | 3  | 8  | 12 | -4  |
| Nicaragua   | 2    | 4  | 0  | 2  | 2  | 2  | 7  | -5  |

| Fecha                   | Lugar                        |             |                        | Resultado                                                                                                   |                        |             |
| ----------------------- | ---------------------------- | ----------- | ---------------------- | --- | ---------------------- | ----------- |
| 7 de diciembre de 2012  | San Miguel Petapa, Guatemala | El Salvador | Bandera de El Salvador | 2:5 (1:2) (enlace roto disponible en Internet Archive; véase el historial, la primera versión y la última). | Bandera de Honduras    | Honduras    |
| 7 de diciembre de 2012  | San Miguel Petapa, Guatemala | Guatemala   | Bandera de Guatemala   | 0:0 (enlace roto disponible en Internet Archive; véase el historial, la primera versión y la última).       | Bandera de Nicaragua   | Nicaragua   |
| 9 de diciembre de 2012  | San Miguel Petapa, Guatemala | Honduras    | Bandera de Honduras    | 3:0 (0:0) (enlace roto disponible en Internet Archive; véase el historial, la primera versión y la última). | Bandera de Costa Rica  | Costa Rica  |
| 9 de diciembre de 2012  | San Miguel Petapa, Guatemala | Guatemala   | Bandera de Guatemala   | 3:2 (1:0) (enlace roto disponible en Internet Archive; véase el historial, la primera versión y la última). | Bandera de El Salvador | El Salvador |
| 11 de diciembre de 2012 | San Miguel Petapa, Guatemala | Nicaragua   | Bandera de Nicaragua   | 0:4(0:0) (enlace roto disponible en Internet Archive; véase el historial, la primera versión y la última).  | Bandera de Honduras    | Honduras    |
| 11 de diciembre de 2012 | San Miguel Petapa, Guatemala | El Salvador | Bandera de El Salvador | 1:2(0:0) (enlace roto disponible en Internet Archive; véase el historial, la primera versión y la última).  | Bandera de Costa Rica  | Costa Rica  |
| 13 de diciembre de 2012 | San Miguel Petapa, Guatemala | Costa Rica  | Bandera de Costa Rica  | 0:0 | Bandera de Nicaragua   | Nicaragua   |
| 13 de diciembre de 2012 | San Miguel Petapa, Guatemala | Guatemala   | Bandera de Guatemala   | 1:1 (1:0) (enlace roto disponible en Internet Archive; véase el historial, la primera versión y la última). | Bandera de Honduras    | Honduras    |
| 15 de diciembre de 2012 | San Miguel Petapa, Guatemala | Nicaragua   | Bandera de Nicaragua   | 2:3 (1:2)                                                                                                   | Bandera de El Salvador | El Salvador |
| 15 de diciembre de 2012 | San Miguel Petapa, Guatemala | Guatemala   | Bandera de Guatemala   | 0:2(0:2) (enlace roto disponible en Internet Archive; véase el historial, la primera versión y la última).  | Bandera de Costa Rica  | Costa Rica  |

## Clasificados alCampeonato Sub-17 de la Concacaf de 2013
| Barbados | Cuba | Haití | Jamaica | Trinidad y Tobago |
| Barbados | Cuba | Haití | Jamaica | Trinidad y Tobago |
| -------- | ---- | ----- | ------- | ----------------- |

| Costa Rica | Guatemala | Honduras |
| Costa Rica | Guatemala | Honduras |
| ---------- | --------- | -------- |